# Violoncelle électrique
Le violoncelle électrique est un violoncelle dont la sortie est électronique, donc qui ne produit pas de son par résonance acoustique. Un violoncelle acoustique peut être équipé d'un chevalet ou d'un capteur de contact fournissant un signal électrique monté sur la table d'harmonie, ou doté d'un capteur installé dans le corps de l'instrument. Quelques cellules magnétiques fonctionnent selon d'autres principes, comme les bobines magnétiques équipant les guitares électriques nécessitant des cordes en acier pour fonctionner, ou par un système plus rare de capteur utilisant la corde elle-même comme élément du capteur, évitant ainsi toute modification des parties produisant le son sur un violoncelle acoustique équipé en plus d'une sortie électronique.
De nombreux violoncelles électriques ont des corps modelés sur les violoncelles acoustiques, tandis que d'autres abandonnent complètement cette conception, optant pour une forme de corps totalement nouvelle ayant peu ou pas de corps. La plupart des violoncelles électriques comportent une pique traditionnelle et une ou des éclisses, mais certains sont soutenus par d'autres moyens, comme par une pique rallongée pour jouer en position debout, un trépied, une sangle ou un système de sangles qui permet la mobilité. tout en jouant de l'instrument.
La plupart des violoncelles électriques sont entraînés par un système de micro piézoélectrique monté dans le chevalet. Beaucoup contiennent également un préamplificateur intégré, qui donne au musicien un contrôle du son sur l'instrument. Le nombre de capteurs piézoélectriques utilisés varie de un à huit. Le violoncelle électrique présente plusieurs avantages par rapport aux violoncelles acoustiques. Sa capacité à produire des effets sonores, tels que distorsion, wah et chorus, qui permet la création d'une grande variété de sons et de possibilités correspondant à celle de la guitare électrique, de la basse électrique et du violon électrique. En outre, les modèles à cinq et six cordes (généralement non disponibles dans les violoncelles acoustiques) ont une gamme étendue. Un violoncelle électrique sans corps donne un accès aux positions hautes plus aisé qu'un violoncelle acoustique. Enfin, les violoncelles électriques sans corps résonnant sont moins susceptible à produire un effet Larsen que les violoncelles acoustiques amplifiés.
Le violoncelle électrique n'a pas encore atteint l'omniprésence de la guitare électrique, ni même le succès généralisé du violon électrique.